# Нарасимхарайя Салува
Нарасимхарайя Салува (Нарасимха I; ? — 1491) — махараджахираджа (царь царей) Виджаянагарской империи в 1486—1491 годах.

## Биография

### Карьера
Сын влиятельного сановника и военнослужащего Гунда Турималы Салува. В 1452 году был назначен махаманделашварой (наместником) Чандрагира. В 1456 году получил титул раджи от правителя Маликарджунарайи. В это время Бахмандиский султанат вторгся на территорию империи, заняв значительную территорию. Воспользовавшись ослаблением Виджаянагара, его земли атаковал Пурушоттама Гаджапати, правитель Ориссы. В этой борьбе Нарасимхарайя проявил большие военные способности.
Постепенно власть и влияние Нарасимхарайи увеличивались. В итоге он воспользовался хаосом, в котором оказалось государство после смерти махараджахираджи Вирупакшараи II, чтобы захватить власть, в 1486 году сверг династию Сангама и основав собственную — Салува.

### Правление
С самого начала своего правления новый махараджахираджа поставил цель подчинить себе местных феодалов и отразить внешнюю угрозу. Он заставил бахманидов отступить с захваченных земель, в чём ему помог процесс распада самого этого султаната. Однако попытка одолеть государство Гаджапати оказалась неудачной: в 1489 году Нарасимхарайя потерпел поражение при Удаягире, в результате чего вынужден был уступить часть северо-восточных земель. Вместе с тем в 1491 году он смог разбить южных феодалов, в значительной степени централизовав империю. Однако в разгар этих событий он внезапно умер в 1491 году.

## Творчество
Продолжая традиции предыдущих правителей Виджаянагарской империи, Нарамсихарайя способствовал развитию литературы и искусства, особенно поэзии на языке каннада. При этом продолжались традиции санскритской литературы. Сам Нарасимхарайя был автором произведения на санскритое «Рама Бхудаям».